# Куда ты идёшь, Аида?
«Куда ты идёшь, Аида?» (лат. Quo Vadis, Aida?) — боснийская военная драма 2020 года режиссёра Ясмилы Жбанич, которая также является продюсером и сценаристом фильма. Картина была показана в основной конкурсной секции 77-го Венецианского международного кинофестиваля. Фильм был номинирован на премию «Оскар» за лучший фильм на иностранном языке.

## Сюжет
11 июля 1995 года переводчица при ООН, а в прошлом школьная учительница Аида Сельманагич (Ясна Джуричич) пытается спасти свою семью после того, как сербские вооружённые формирования захватили город Сребреницу. Фильм начинается с того, что Аида выступает в роли переводчика при переговорах между полковником миротворческих войск ООН Томом Карремансом (Йохан Хелденберг) с мэром Сребреницы (Эрмин Браво). Карреманс заверяет собравшихся, что войска ООН и НАТО нанесут авиаудары, если сербские военные нарушат официальный ультиматум ООН о том, что Сребреница является «безопасной зоной». Мэр возражает ему, говоря, что сербские силы уже активно атакуют город. Ситуация ухудшается, когда Карреманс отказывается обещать защиту или брать на себя ответственность за безопасность беженцев, спасающихся от приближающихся сил. Аида, осознавшая неизбежность предстоящей трагедии, пытается спасти своего мужа и сыновей.

## В ролях
- Ясна Джуричич[англ.] — Аида Сельманагич
- Изудин Байрович[англ.] — Нихад Сельманагич, муж Аиды
- Йохан Хелденберг[англ.] — полковник Том Карреманс[англ.]
- Борис Исакович[англ.] — генерал Ратко Младич
- Раймонд Тири[англ.] — майор Франкен
- Борис Лер — Хамдия Сельманагич, сын Аиды
- Дино Байрович — Сейо Сельманагич, сын Аиды
- Эрмин Браво — мэр Сребреницы
- Миха Хулсхоф — майор миротворческих сил Де Хаан

## Релиз
Мировая премьера фильма состоялась на 77-м Венецианском международном кинофестивале 3 сентября 2020 года. Через 10 дней он был показан на Международном кинофестивале в Торонто. В феврале 2021 года Super LTD приобрела права на распространение фильма в США. Картина стала доступна для просмотра в США на онлайн-платформах в марте того же года.

## Критика
На сайте-агрегаторе рецензий Rotten Tomatoes 100 % из 54 отзывов критиков являются положительными, а средняя оценка фильма составляет 8,8 из 10. Консенсус критиков на веб-сайте гласит: «Quo Vadis, Aida? использует душераздирающий конфликт одной женщины для яркого рассказа о страшных человеческих жертвах войны». На сайте Metacritic рейтинг картины, основанный на 16 обзорах, составил 97 баллов из 100.
Райан Гилби из издания New Statesman подытожил свой обзор выводом, что Жбанич сумела преобразовать фактический материал в красноречивую и добросовестную картину, которая имеет то же напряжение, что и любой триллер с тикающей бомбой. Джуд Драй из IndieWire написал, что Жбанич обнажает человеческие жертвы насилия и войны. Питер Брэдшоу в The Guardian отметил, что спустя 25 лет пришло время снова взглянуть на ужас Сребреницы, и Жбанич сделала это с состраданием и искренностью.

## Награды и номинации
- 2020 — участие в основной конкурсной программе Венецианского кинофестиваля.
- 2020 — специальное упоминание на Иерусалимском кинофестивале.
- 2021 — приз зрительских симпатий на Роттердамском кинофестивале.
- 2021 — приз за лучший международный фильм на Гётеборгском кинофестивале.
- 2021 — участие в конкурсных программах кинофестивалей в Сан-Себастьяне и Сиднее.
- 2021 — номинация на премию «Оскар» за лучший фильм на иностранном языке.
- 2021 — две номинации на премию BAFTA за лучший фильм не на английском языке и за лучшую режиссуру (Ясмила Жбанич).
- 2021 — три премии Европейской киноакадемии: лучший европейский фильм, лучший европейский режиссёр (Ясмила Жбанич), лучшая европейская актриса (Ясна Джуричич). Кроме того, лента получила две номинации: лучший европейский сценарист (Ясмила Жбанич), премия европейских университетов.
- 2021 — премия «Независимый дух» за лучший международный фильм.
- 2022 — 4 премии «Орлы»: лучший фильм, лучшая режиссура, лучший сценарий (все — Ясмила Жбанич), лучший монтаж (Ярослав Камински). Кроме того, лента была номинирована в категории «Лучшая актриса» (Ясна Джуричич).
- 2022 — приз зрительских симпатий в рамках премии Европейской киноакадемии.
- 2022 — номинация на премию «Роберт» за лучший неанглоязычный фильм.
- 2022 — номинация на премию «Бодиль» за лучший неамериканский фильм.